# Hamza Gürgüç
Hamza Gürgüç (* 1913; † 1988) war ein türkischer General des Heeres (Türk Kara Kuvvetleri), der unter anderem zwischen 1973 und 1974 Kommandeur der 3. Armee (Üçüncü Ordu) sowie von 1974 bis 1978 Direktor des Nationalen Nachrichtendienstes MIT (Millî İstihbarat Teşkilâtı) war.

## Leben
Gürgüç absolvierte nach dem Schulbesuch eine Offiziersausbildung an der Heeresschule (Harp Okulu), die er 1933 abschloss. Im Anschluss fand er Verwendungen als Offizier und Stabsoffizier in zahlreichen Einheiten des Heeres. Nach seiner Beförderung zum Brigadegeneral (Tuğgeneral) wurde er stellvertretender militärischer Vertreter der Türkei im Hauptquartier der Alliierten Landstreitkräfte der NATO in Südeuropa LANDSOUTH (Allied Land Forces Southern Europe) in Verona. Nach seiner Rückkehr in die Türkei erfolgte 1965 seine Ernennung zum Generalmajor (Tümgeneral) und Ernennung zum Kommandierenden General des XV. Korps (XV. Kolordu), ehe er 1966 stellvertretender Leiter der Personalabteilung im Hauptquartier des Heeres wurde.
Nach seiner Beförderung zum Generalleutnant (Korgeneral) 1967 wurde er Militärischer Vertreter der Türkei im Generalstab der Zentralen Paktorganisation CENTO (Central Treaty Organization) und nach seiner Rückkehr 1968 Leiter der Nachrichtendienst-Abteilung im Generalstab der Türkei sowie zuletzt 1969 Kommandierender General des zur 3. Armee gehörenden VIII. Korps (VIII. Kolordu) in Elazığ. Nach seiner Beförderung zum General (Orgeneral) 1970 wurde er Mitglied des Obersten Militärrates YAŞ (Yüksek Askeri Şura) und anschließend als Nachfolger von General Eşref Akıncı am 7. März 1973 Kommandeur der 3. Armee (Üçüncü Ordu), die aus dem VIII. Korps und IX. Korps besteht. Diesen Posten bekleidete er bis zum 30. August 1974 und wurde danach durch General Namık Kemal Ersun abgelöst.
Zuletzt wurde Gürgüç am 25. November 1974 als Nachfolger von Generalleutnant Bülent Türker Direktor des Nationalen Nachrichtendienstes MIT (Millî İstihbarat Teşkilâtı). Diese Funktion übte er bis zum 13. Juli 1978 aus und wurde daraufhin durch General Adnan Ersöz abgelöst.